# Amianthium muscitoxicum
Amianthium es un género monotípico de plantas bulbosas perennes con flores que contienen alcaloides tóxicos. Aunque todas las partes de la planta son tóxicas, el bulbo es particularmente venenoso. Su única especie: Amianthium muscitoxicum (Walter) A.Gray, Ann. Lyceum Nat. Hist. New York 4: 122 (1837), es originaria del este y centro de Estados Unidos.
El nombre científico fue dado por Thomas Walter cuando publicó su Flora caroliniana en el año 1788.

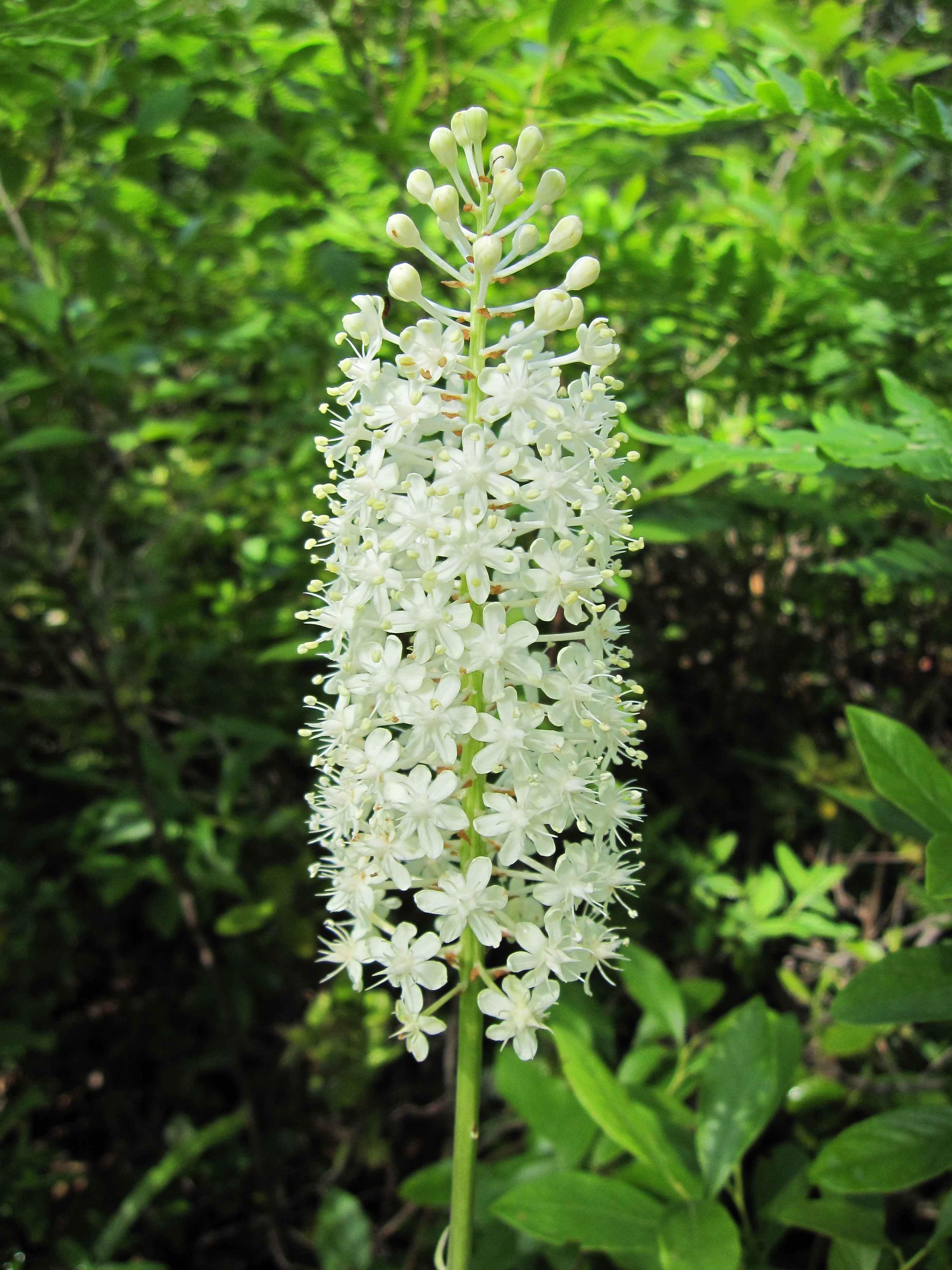
Inflorescencia

## Descripción
Es una planta herbácea, perenne, bulbosa, con los bulbos tunicados, oblongo-ovoides, de 5 × 2,5 cm de longitud. Tallos erectos, simples. Las hojas basales sobre todo, en espiral, hojas lineales alargadas, con forma de cinta, glabras, ápice obtuso . Las inflorescencias son terminales, racemosas, densas, bracteadas y glabras. Flores bisexuales o unisexuales tanto bisexuales y flores que nacen en la misma o en diferentes plantas, en forma de copa, pediceladas; con seis tépalos persistentes, de color blanco,  anteras oblongo-obovadas. Frutos capsulares, profundamente lobulados-3, de paredes finas, dehiscentes . Semillas 1-2 por lóculo, de color marrón a negro rojizo, sin alas, elipsoides, brillantes, con texta carnosa. Número de cromosomas: x = 8.

## Propiedades
El bulbo fue mezclado con azúcar por los colonos americanos para matar a las moscas.
Los alcaloides tóxicos presentes en las raíces y las hojas incluyen jervina y amiantina. Amianthium es autoincompatible y es polinizada principalmente por los escarabajos.

## Taxonomía
El género fue descrito por (Walter) A.Gray y publicado en Annals of the Lyceum of Natural History of New York 4: 122. 1837.

## Sinonimia
- Melanthium muscitoxicum Walter, Fl. Carol.: 125 (1788).
- Zigadenus muscitoxicum (Walter) Regel, Gartenflora 32: 164 (1883).
- Chrosperma muscitoxicum (Walter) Kuntze, Revis. Gen. Pl. 2: 708 (1891).
- Chrysosperma muscatoxicum (Walter) Kuntze, Revis. Gen. Pl. 2: 703 (1891).
- Melanthium laetum Sol. in Aiton, Hort. Kew. 1: 488 (1789).
- Anthericum subtrigynum Jacq., Collectanea 3: 273 (1791).
- Melanthium myoctonum J.F.Gmel., Syst. Nat. 1: 587 (1791).
- Melanthium phalangioides Desr. in J.B.A.M.de Lamarck, Encycl. 4: 27 (1797).
- Helonias erythrosperma Michx., Fl. Bor.-Amer. 1: 212 (1803).
- Helonias laeta (Sol.) Ker Gawl., Bot. Mag. 21: t. 803 (1805).
- Leimanthium laetum (Sol.) Willd., Mag. Neuesten Entdeck. Gesammten Naturk. Ges. Naturf. Freunde Berlin 2: 24 (1808).
- Leimanthium pallidum Willd., Mag. Neuesten Entdeck. Gesammten Naturk. Ges. Naturf. Freunde Berlin 2: 24 (1808).
- Chrosperma laetum (Sol.) Raf., Neogenyton: 3 (1825).
- Amianthium macrotox Raf., Fl. Tellur. 4: 27 (1838).
- Crosperma laeta (Sol.) Raf., Fl. Tellur. 4: 27 (1838).
- Crosperma phalangioides (Desr.) Raf., Fl. Tellur. 4: 33 (1838).
- Endocles laetum (Sol.) Salisb., Gen. Pl.: 51 (1866), nom. inval.[5]